# Apanteles patens
Apanteles patens är en stekelart som beskrevs av Nixon 1965. Apanteles patens ingår i släktet Apanteles och familjen bracksteklar. Inga underarter finns listade i Catalogue of Life.